# 't Kan exploderen
't Kan exploderen is een sciencefictionverhaal van de Amerikaan Robert Heinlein. Het verscheen voor het eerst in Astounding Science Fiction in 1940. Daarna paste de schrijver het aan met de ontwikkelingen in kernenergie. Een versie in The past through tomorrow vermeldt dat het verhaal uit 1940 dateert, terwijl in die versie de Atoombommen op Hiroshima en Nagasaki worden genoemd. Heinlein creëerde zo zou zijn eigen tijdparadox. In nog weer latere versies, keerde hij terug naar het oorspronkelijke verhaal, omdat hij in de versie van (dus) 1946 meer fouten ontdekte dan in de versie van 1940 (Heinlein in Expanded universe uit 1980).

## Het verhaal
Het verhaal gaat uit dat de technici van een kerncentrale doordraaien. Het blijkt dat de constante dreiging van een kernramp bij een kleine vergissing voor de normale mens na verloop van tijd te veel wordt. Een relatief ongevaarlijke situatie door daardoor veranderen in een relatief gevaarlijke situatie. De psycholoog Lentz wordt er bij gehaald om te kijken of er wat aangedaan kan worden tegen doordraaiend personeel. Lentz, gefingeerd leerling van Alfred Korzybski, weet de dreiging te minimaliseren. Toch blijkt een kerncentrale al te groot gevaar op te leveren, de piekenergie is te gevaarlijk, maar de overgebleven brandstof is prima te gebruiken voor ruimtevaart. Na een lastercampagne omtrent kernenergie wordt de beste oplossing bekend. De kerncentrale wordt als ruimteschip gelanceerd.
In het verhaal wordt verwezen naar een oude anekdote: Een natuurkundige heeft een machine gemaakt, waarvan hij het vermoeden heeft dat die de Aarde zal vernietigen als hij hem aanzet. De enige methode om dat te bewijzen is om de machine aan te zetten, waardoor er een grote kans is hij zijn eigen vermoeden nooit kan bewijzen.